# Incala calabarina
Incala calabarina är en skalbaggsart som beskrevs av John Obadiah Westwood 1874. Incala calabarina ingår i släktet Incala och familjen Cetoniidae. Inga underarter finns listade i Catalogue of Life.